# Paraminabea robusta
Paraminabea robusta is een zachte koraalsoort uit de familie Alcyoniidae. De koraalsoort komt uit het geslacht Paraminabea. Paraminabea robusta werd in 1976 voor het eerst wetenschappelijk beschreven door Utinomi & Imahara. 